# Monte Cook

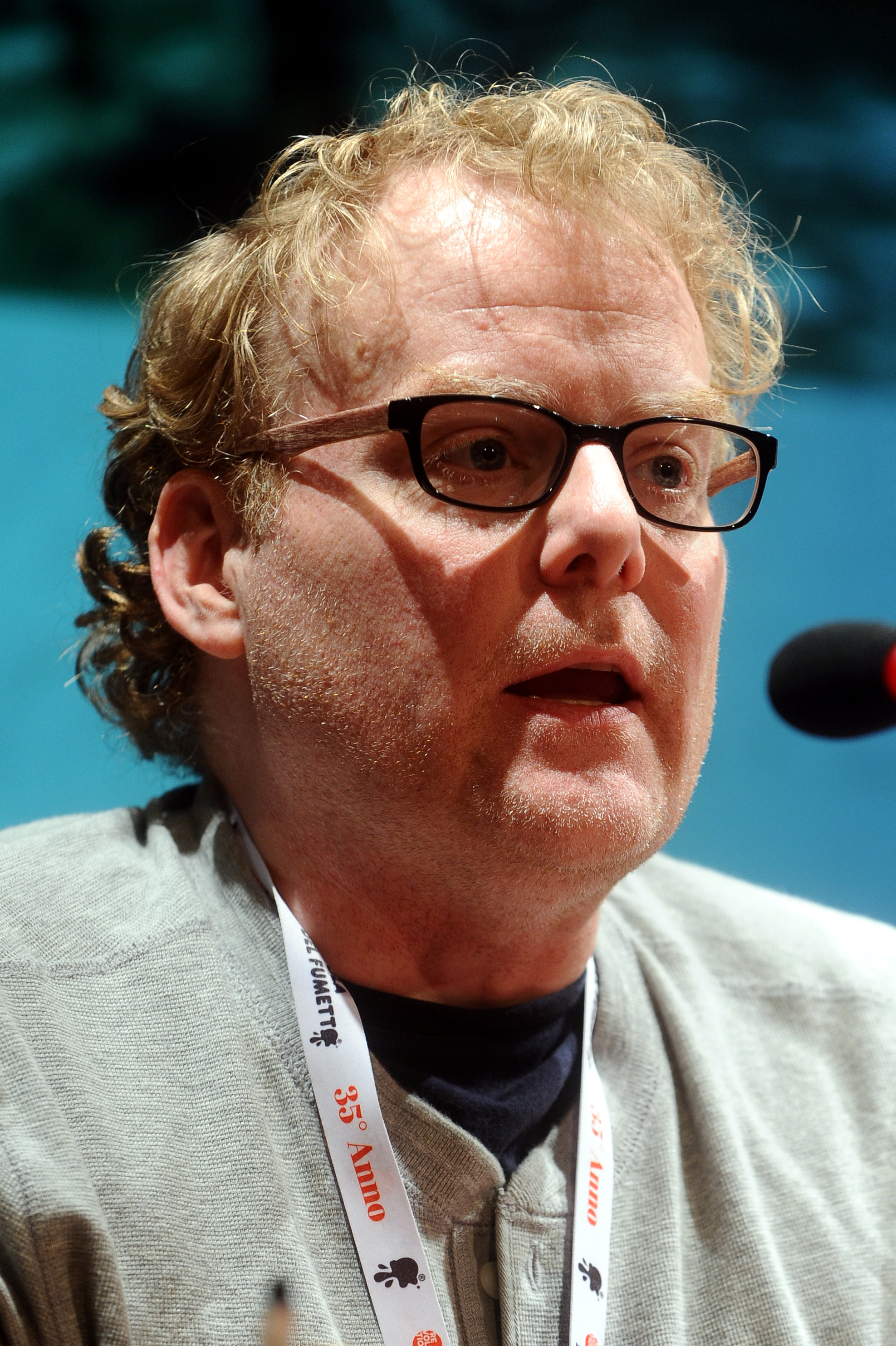
Monte Cook, 2014

Monte Cook (* 29. Januar 1968 in Watertown) ist ein US-amerikanischer Autor von Rollenspielprodukten, besonders im Umfeld des Systems Dungeons and Dragons (kurz D&D). Sein letztes Projekt (seit Mai 2009) ist eine Internetseite, die ein täglich wachsendes Megadungeon aufweist.

## Leben
Monte Cooks Karriere begann 1988 bei Iron Crown Enterprises. Dort arbeitete er an den Spielen Rolemaster und Champions als Redakteur, Entwickler und Designer. 1994 kam Monte Cook als Game Designer zu Tactical Studies Rules (kurz TSR) und schrieb an Planescape und den ersten D&D Produkten. Als TSR von Wizards of the Coast (kurz WotC) gekauft wurde, zog er in die Umgebung von Seattle und wurde schließlich Senior Game Designer bei WotC. Dort diente er als Mitverfasser der dritten Edition des Dungeons and Dragons Rollenspiels (gemeinsam mit Skip Williams und Jonathan Tweet als Hauptautor) und wurde zum eingetragenen Autoren des Dungeon Master's Guide. 2001 verließ er WotC um gemeinsam mit seiner Frau Sue sein eigenes Design-Studio Malhavoc Press zu eröffnen. 2011 kehrte nochmals zu Wizards of the Coast zurück und wurde im Januar 2012 als Lead Designer für die 5. Edition von Dungeons & Dragons vorgestellt. Doch bereits im April 2012 verließ Cook das Unternehmen wegen unüberbrückbarer Differenzen mit der Firmenleitung.
Ebenfalls 2012 erarbeitete Cook das Konzept einer eigenen Rollenspielwelt namens Numenera. Er präsentierte das Konzept auf der Crowdfunding-Plattform Kickstarter und bat um eine Finanzierung von mindestens 20.000 US-Dollar. Letztlich erhielt Cook für sein Konzept 517.000 Dollar. Die Spielwelt bildete in Folge die Grundlage für das Computerspielprojekt Torment: Tides of Numenera des US-amerikanischen Entwicklerstudios inXile Entertainment, das ein ideeller Nachfolger von Planescape: Torment ist und an dem Cook als Autor mitwirkte.

## Werke (Auswahl)
Monte Cook arbeitete in seiner Laufbahn an über 100 Spieltiteln. Einige der Bekanntesten davon sind z. B. Return to the Temple of Elemental Evil, die Book of Eldritch Might Serie, das d20 Call of Cthulhu Roleplaying Game (als Freelancer für WotC), das Book of Vile Darkness, Monte Cook’s Arcana Evolved, Ptolusund Monte Cook's World of Darkness. Er arbeitete auch als regelmäßiger Autor der Dungeoncraft Kolumne des Dungeon Magazine.
- Dungeons & Dragons / Grundregeln / 3. Monster-Handbuch, 2004
- Dungeons & Dragons / Grundregeln / 2. Spielleiter-Handbuch, 2004,
- Dungeons & Dragons / Grundregeln / 3. Monster-Set, 2003,
- Dungeons & Dragons / Grundregeln / 2. Spielleiter-Set, 2002

### Auszeichnungen
Er wurde mehrfach mit den ENnies Awards, den Pen & Paper fan awards, dem Nigel D. Findley Memorial Award, den Origins Awards und weiteren Auszeichnungen geehrt. 2003 wurde er in die Hall of Fame des Origins Award aufgenommen.

## Referenzen als Autor
Als Absolvent des Clarion Science Fiction Writers’ Workshop hat Monte zwei Romane veröffentlicht,
- The Glass Prison und
- Of Aged Angels.

Ebenso veröffentlichte er mehrere Kurzgeschichten wie Born in Secrets (im Magazin Amazing Stories), The Rose Window (in der Anthologie Realms of Mystery) und A Narrowed Gaze (in der Anthologie Realms of the Arcane). Seine Geschichten erschienen in den Malhavoc Press Anthologien Children of the Rune und The Dragons' Return und seine Produkte als Comic-Autor findet man in der Ptolus: City by the Spire Serie von DBPro/Marvel. Seine Serie Saga of the Blade wurde im Game Trade Magazine zwischen 2005 und 2006 abgedruckt.